# Byttneria filipes
Byttneria filipes är en malvaväxtart som beskrevs av Carl Friedrich Philipp von Martius och Karl Moritz Schumann. Byttneria filipes ingår i släktet Byttneria och familjen malvaväxter. Inga underarter finns listade i Catalogue of Life.